# La Course by Le Tour de France 2014

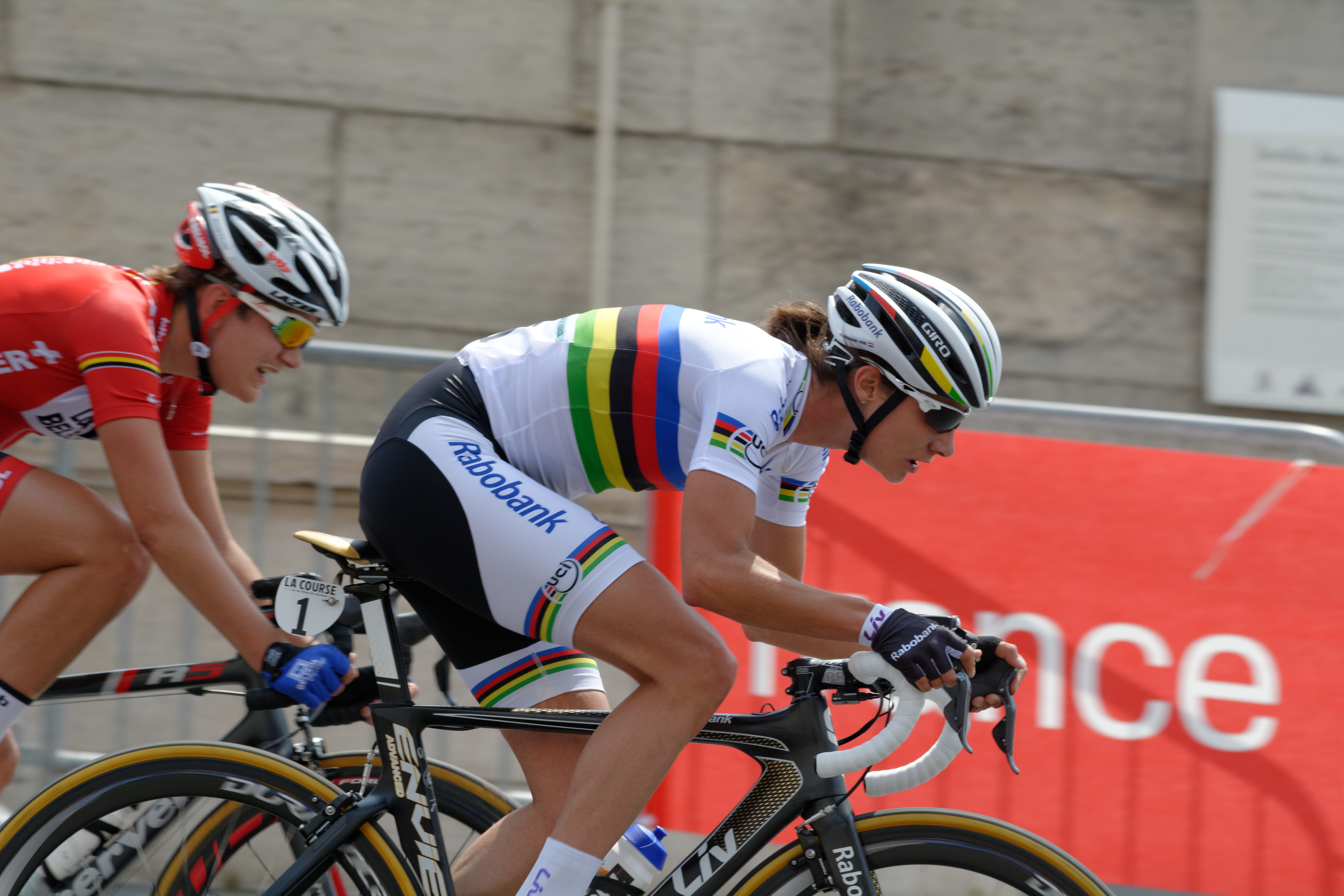
Regerend wereld- en olympisch kampioene Marianne Vos won de eerste editie van La Course

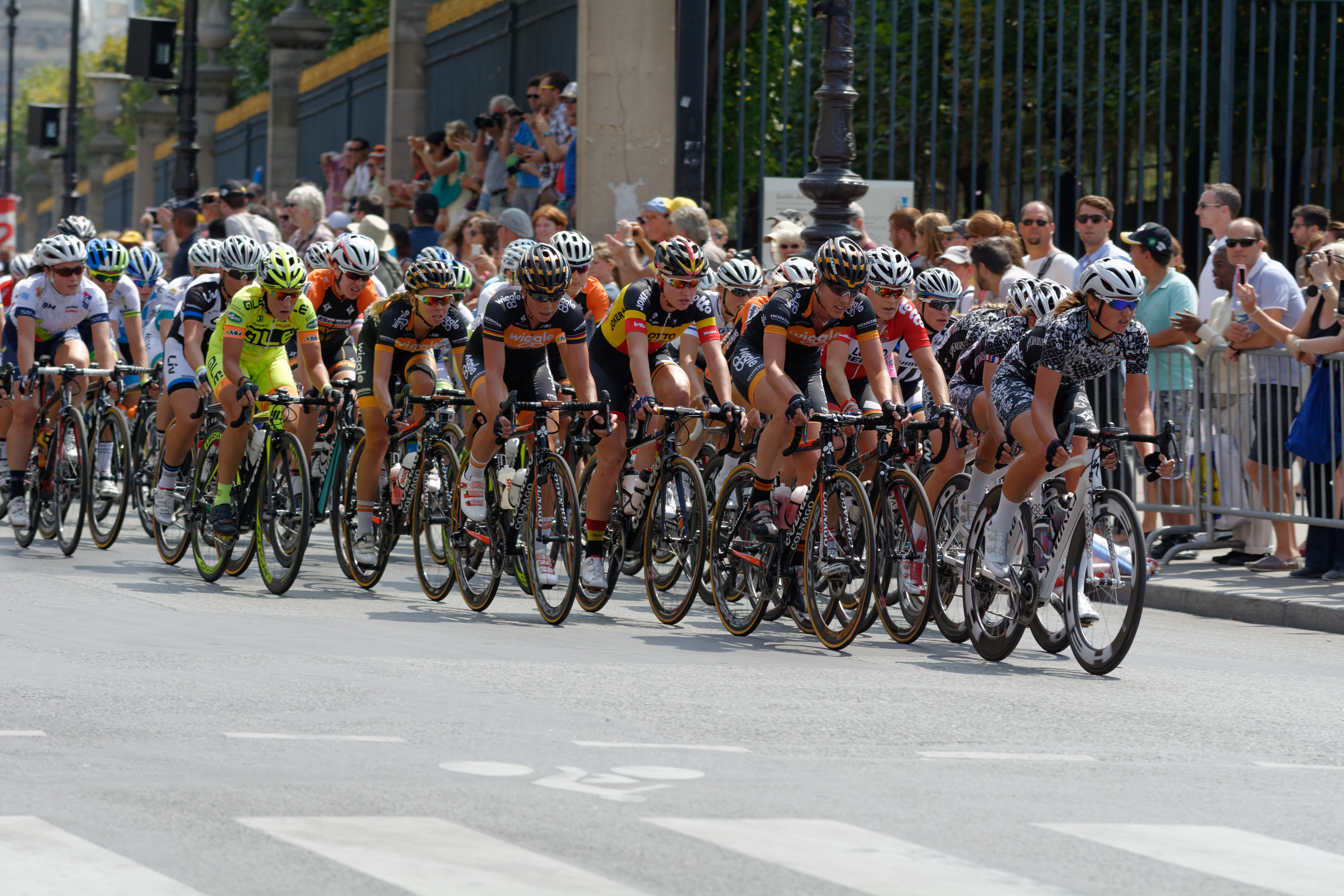
het peloton in La Course 2014

De eerste editie van de Franse wielerwedstrijd La Course by Le Tour de France werd gehouden op 27 juli 2014. De wedstrijd van 89 km was ingedeeld in de UCI wedstrijdcategorie 1.1. De start en aankomst lagen op de Avenue des Champs-Élysées te Parijs. De Nederlandse Marianne Vos won de pelotonsprint voor haar landgenote Kirsten Wild en de Canadese Leah Kirchmann.
De wedstrijd voor de eenentwintigste etappe van de Ronde van Frankrijk 2014 kwam er als aanzet voor een eventuele toekomstige Ronde van Frankrijk voor vrouwen.

## Deelnemende ploegen
| UCI-ploegen                    | UCI-ploegen                     | Nationale selectie |
| ------------------------------ | ------------------------------- | ------------------ |
| Alé Cipollini                  | Orica-AIS                       | Australië          |
| Astana-BePink                  | Poitou-Charentes.Futuroscope.86 | Frankrijk          |
| Bigla Pro Cycling Team         | Rabobank-Liv Woman              | Nederland          |
| Bizkaia-Durango                | RusVelo                         |                    |
| Boels Dolmans Cycling Team     | Specialized-Lululemon           |                    |
| Estado de México-Faren         | Giant-Shimano                   |                    |
| Team Hitec Products            | UnitedHealthcare Women's Team   |                    |
| Lotto Belisol Ladies           | Wiggle Honda                    |                    |
| Optum-Kelly Benefit Strategies |                                 |                    |

## Uitslag
| Plaats  | Naam                 | Ploeg                           | Tijd     |
| ------- | -------------------- | ------------------------------- | -------- |
| Winnaar | Marianne Vos         | Rabobank-Liv Woman              | 2u00'41" |
| 2       | Kirsten Wild         | Giant-Shimano                   | z.t.     |
| 3       | Leah Kirchmann       | Optum-Kelly Benefit Strategies  | z.t.     |
| 4       | Lisa Brennauer       | Specialized-Lululemon           | z.t.     |
| 5       | Shelley Olds         | Alé Cipollini                   | z.t.     |
| 6       | Coryn Rivera         | UnitedHealthcare Women's Team   | z.t.     |
| 7       | Jolien D'Hoore       | Lotto Belisol Ladies            | z.t.     |
| 8       | Emma Johansson       | Orica-AIS                       | z.t.     |
| 9       | Simona Frapporti     | Astana-BePink                   | z.t.     |
| 10      | Roxane Fournier      | Poitou-Charentes.Futuroscope.86 | z.t.     |
| 11      | Giorgia Bronzini     | Wiggle Honda                    | z.t.     |
| 12      | Lizzie Williams      | Australië                       | z.t.     |
| 13      | Fiona Dutriaux       | Poitou-Charentes.Futuroscope.86 | z.t.     |
| 14      | Elena Cecchini       | Estado de México-Faren          | z.t.     |
| 15      | Aude Biannic         | Frankrijk                       | z.t.     |
| 16      | Christine Majerus    | Boels Dolmans Cycling Team      | z.t.     |
| 17      | Oxana Kozonchuk      | RusVelo                         | z.t.     |
| 18      | Annemiek van Vleuten | Rabobank-Liv Woman              | z.t.     |
| 19      | Ellen van Dijk       | Boels Dolmans Cycling Team      | z.t.     |
| 20      | Chloe Hosking        | Team Hitec Products             | z.t.     |

2014 · 2015 · 2016 · 2017 · 2018 · 2019 · 2020 · 2021